# 奥山朝忠
奥山 朝忠（おくやま ともただ）は、戦国時代から江戸時代にかけての武将。遠江国引佐郡奥山郷の人。井伊氏庶流の実力者。六左衛門とも。徳川四天王・井伊直政の従兄弟にあたる。

## 人物
遠江国引佐郡井伊谷を治める井伊氏の親類衆にあたり、朝忠の父・朝宗は井伊直政の母・おひよと兄妹（奥山朝利の子）である。永禄3年（1560年）、桶狭間の戦いで父・朝宗が戦死。永禄11年（1568年）に一度井伊家が瓦解した際も、他の大名に仕えることをせず、領内にいた。直政の徳川家康への出仕後も井伊氏の家臣として直継、直孝の彦根藩政期まで仕える。彦根藩は、直孝の大坂の陣における戦功により25万石を領することとなり、18万石当時に創築された彦根城を、石高にふさわしい規模とするための2度目の築城工事を元和2年（1616年）から元和8年（1622年）にかけて行ったが、その際、朝忠は2度目の工事の総奉行を務めた。

## 登場する作品
- おんな城主 直虎（2017年、NHK大河ドラマ、演：田中美央）[注釈 2]